# Calamus bicolor
Calamus bicolor är en enhjärtbladig växtart som beskrevs av Odoardo Beccari. Calamus bicolor ingår i släktet Calamus och familjen Arecaceae. Inga underarter finns listade i Catalogue of Life.